# Sandra Stark
Sandra Stark (nascida em 1951) é uma fotógrafa americana.
O seu trabalho encontra-se incluído nas colecções do Museu de Belas Artes de Houston, do Museu de Belas Artes de Boston e do Museu Fogg da Universidade de Harvard.